# Сеат толедо
Сеат толедо (шп. Seat Toledo) је аутомобил који је производила шпанска фабрика аутомобила Сеат. Производио се од 1991. до 2009. године, да би био поново покренут од 2012. до 2018. године.

## Историјат
Назив овог модела потиче од шпанског града Толеда, који се налази у средишњој Шпанији, главном граду покрајине Кастиља-Ла Манча. Производио се у четири генерације, прве две генерације је осмислио италијански дизајнер Ђорђето Ђуђаро, трећу Валтер де Силва, а четврту шпански дизајнер Алехандро Месонеро-Романос. Све генерације су делиле механичке и структурне елементе са другим моделима Фолксваген групације. Толедо је био први Сеатов аутомобил који је потпуно развијени под утицајем Фолксвагена.
Толедо је компактна лимузина са петоро врата, атрактивног дизајна са репутацијом практичног, пространог и економичног аутомобила. Неки од актуелних конкурената су му, поред идентичне Шкоде рапид и Пежо 301, Фијат линеа, Рено флуенс, Форд фокус седан, као и из горњег сегмента ниже средње класе Шкода октавија и Фолксваген џета.

## Прва генерација (1991–1999)
Толедо је први пут представљен на салону аутомобила у Барселони 1991. године. Био је базирана на механичкој платформи голфа двојке, али са дизајнерским стилом спољашњости и унутрашњости голфа тројке. Имао је облик каросерије у лифтбек верзији, то је продужени задњи део са петим вратима која се цела отварају заједно са стаклом. Капацитет пртљажног простора је износио 550 литара. Укупно је продато 559.041 возило ове генерације.
- I генерација
- I генерација
- I генерација, редизајн
- I генерација, редизајн

## Друга генерација (1998–2005)
На салону аутомобила у Паризу октобра 1998. године, представљена је друга генерација. Опет су се у Сеату одлучили за степенасти задњи део возила, али овога пута са уобичајеним поклопцем пртљажника. Базиран је на платформи голфа четворке, са смањеним пртљажником од 500 литара. Толедо II био је корак напред у квалитету, безбедности и перформансама у односу на свог претходника. Продато је 303.789 возила друге генерације, што са првом износи преко 860.000 продатих толеда.

## Трећа генерација (2005–2009)
Трећа генерација је представљена на салону у Паризу 2004. године и концептуално и стилски се доста разликовала од претходне две. Пртљажник је остао исти од 500 литара, а каросерија је имала предњи део преузет од модела Сеат алтеа са обликом каросерије минивена, напуштајући тако традиционални концепт лимузине. Механичку платформу је делио са голфом 5. Због ниске продаје од 54.837 возила, производња се окончава 2009. године.

## Четврта генерација (2012–2018)
Три године касније Сеат враћа назив толедо у свој асортиман са оригиналним концептом, који је био веома успешан: троволуменска компактна лимузина. Толедо IV генерације се враћа лифтбек облику каросерије. Дизајнерски предњи део подсећа на леон III. Позициониран је између ибице и леона. Направљен је на продуженој платформи модела ибице и пола, A05+, са дужим међуосовински растојањем, који је омогућио више простора за ноге и пртљажник од 550 литара. Производио се у Младој Болеслави, у Чешкој Републици, заједно са идентичном Шкодом рапид.
На Euro NCAP креш тестовима толедо IV је 2012. године добио максималних пет звездица за безбедност.
Године 2018, због лоших продајних резултата Сеат гаси модел толедо. У целој Европи је 2017. године продато свега 6.726 јединица. За разлику од Шкоде рапид коју мења компактни хечбек под називом скала, модел толедо нема наследника.

## Галерија
- II генерација
- III генерација
- IV генерација